# An Hải Bắc
An Hải Bắc là một phường thuộc quận Sơn Trà, thành phố Đà Nẵng, Việt Nam.
Phường An Hải Bắc có diện tích 3,14 km², dân số năm 1999 là 16.988 người, mật độ dân số đạt 5.410 người/km².